# Mariä-Entschlafens-Kirche (Novi Sad)

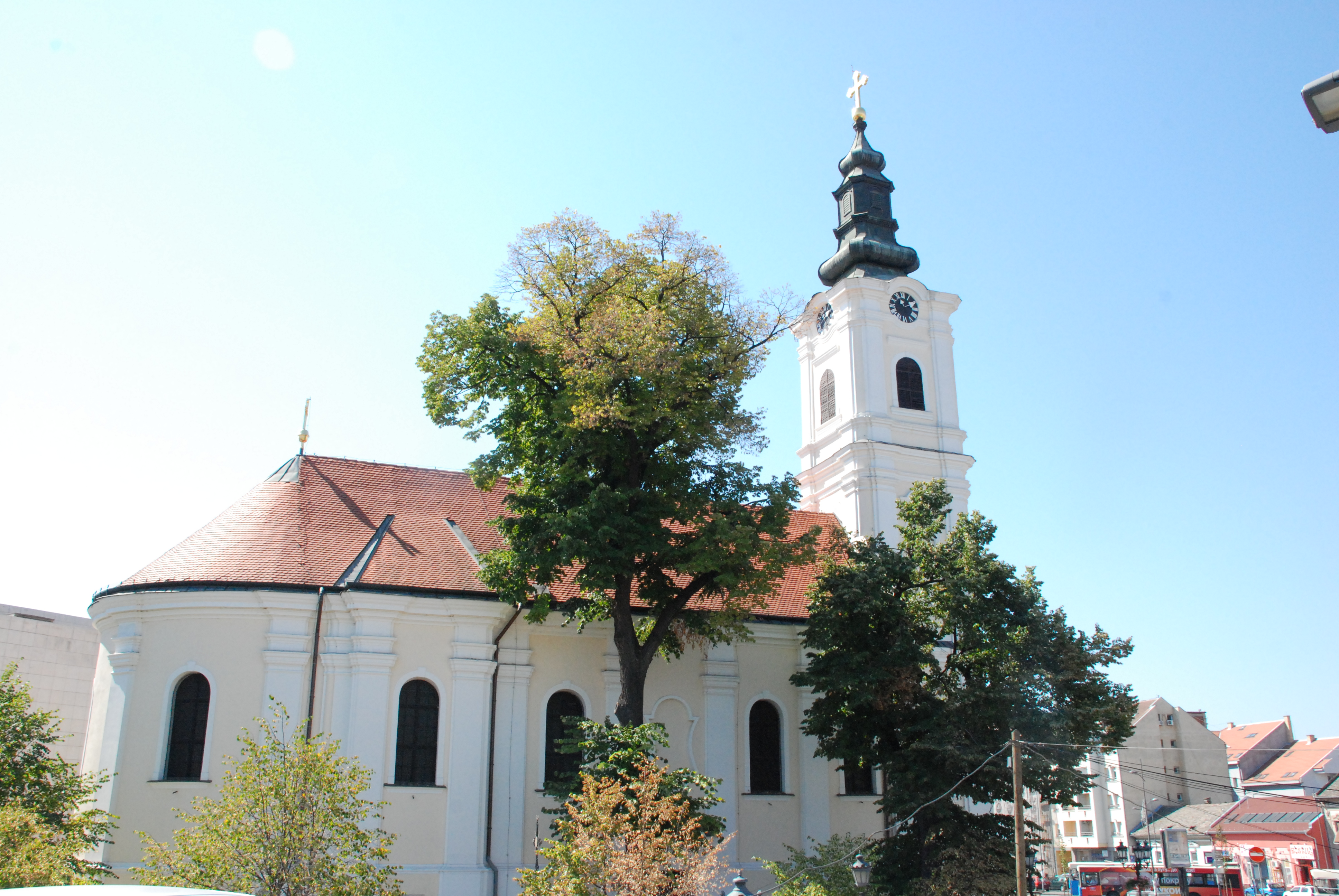
Mariä-Entschlafens-Kirche in Novi Sad

Die Mariä-Entschlafens-Kirche (serbisch: Црква Успења Пресвете Богородице, Crkva Uspenja Presvete Bogorodice) ist eine serbisch-orthodoxe Kirche in der nordserbischen Großstadt Novi Sad, der Hauptstadt der autonomen Provinz Vojvodina.
Die dem Hochfest der Entschlafung der Allerheiligsten Gottesmutter Maria geweihte Pfarrkirche ist Sitz zweier Pfarren im Stadtteil Detelinara und einer Pfarre im Stadtteil Sajlovo, im Dekanat Novi Sad der Eparchie Bačka der Serbisch-orthodoxen Kirche. 
Die Mariä-Entschlafens-Kirche in Novi Sad ist ein Kulturdenkmal von herausragender Bedeutung für den Staat Serbien. Sie gilt als die meistbesuchte orthodoxe Kirche der Stadt.

## Name
Im alltäglichen serbischen Sprachgebrauch wird die Kirche, kurz auch Uspenska crkva genannt. Im deutschen Sprachgebrauch kommen auch die Namen Kirche der Entschlafung der Allerheiligsten Gottesmutter Maria oder Mariä-Himmelfahrts-Kirche vor.

## Lage

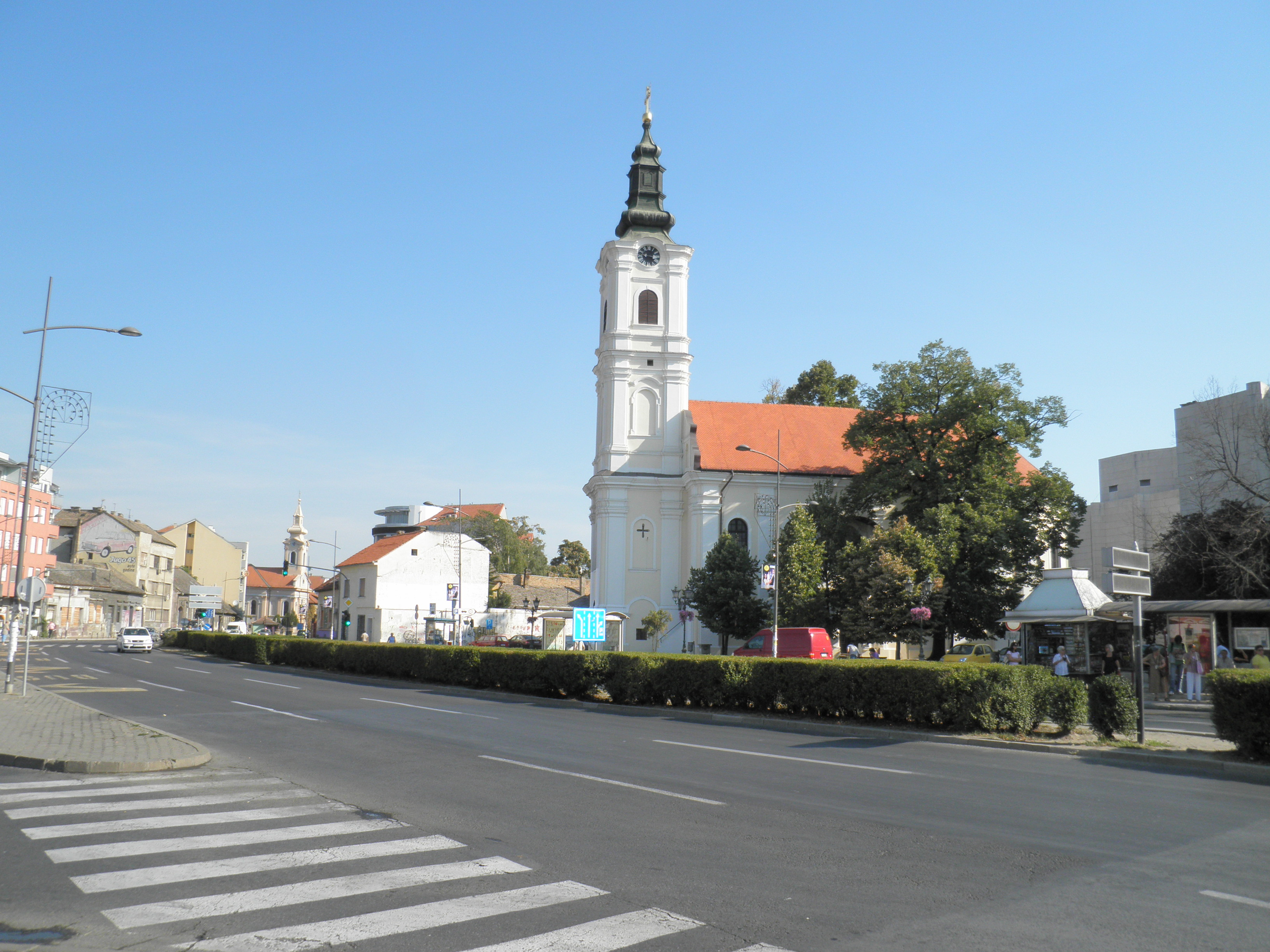
Die Mariä-Entschlafens-Kirche an der Uspenska ulica im Hintergrund die Slowakisch-evangelische Kirche

Die Kirche steht im Stadtzentrum von Novi Sad, in der historischen Altstadt, in der Uspenska Ulica, nahe der Kreuzung zur Šafarikova Ulica. Direkt neben der Kirche steht das serbische Nationaltheater. Ebenfalls nicht weit entfernt ist der Freiheitsplatz mit dem Rathaus von Novi Sad sowie der katholischen Mariä-Namen-Kirche. Auch die slowakisch-evangelische Kirche und die russinisch griechisch-katholische Kirche Hl. Apostel Peter und Paul stehen unweit der Kirche. 

## Geschichte
Die heutige Kirche wurde auf dem Gelände einer kleineren und älteren Kirche errichtet. Diese erste Mariä-Entschlafens-Kirche war ein bescheidener Bau aus Holz, der 1731 erbaut wurde, zur Zeit des Metropoliten Vićentije Jovanović und des Erzbischofs von Bačka Visarion Pavlović. Diese Kirche wurde von armen Neuankömmlingen errichtet, die nach Novi Sad gezogen waren. Schließlich erhöhte sich die orthodoxe Bevölkerung so sehr, dass die Kirche zu klein für die Gläubigen war. Damals stand die Kirche noch im Westen der Stadt, im zivilen Teil Novi Sads. Nach einigen Jahrzehnten wurde die alte Kirche abgerissen.
1765 begann der Bau der heutigen, schöneren und vor allem größeren Entschlafenskirche. Der Bischof von Bačka Mojsije Putnik ordnete an, das Fundament der Kirche aus besten Materialien, wie gebrannten Ziegeln, Kalk und Sand zu errichten. Der Bischof suchte persönlich die drei Meister aus: den Maurer Bulfa, den Zimmermann Lang und den Schlosser Krisinger, diese sollten die Kirche errichten.

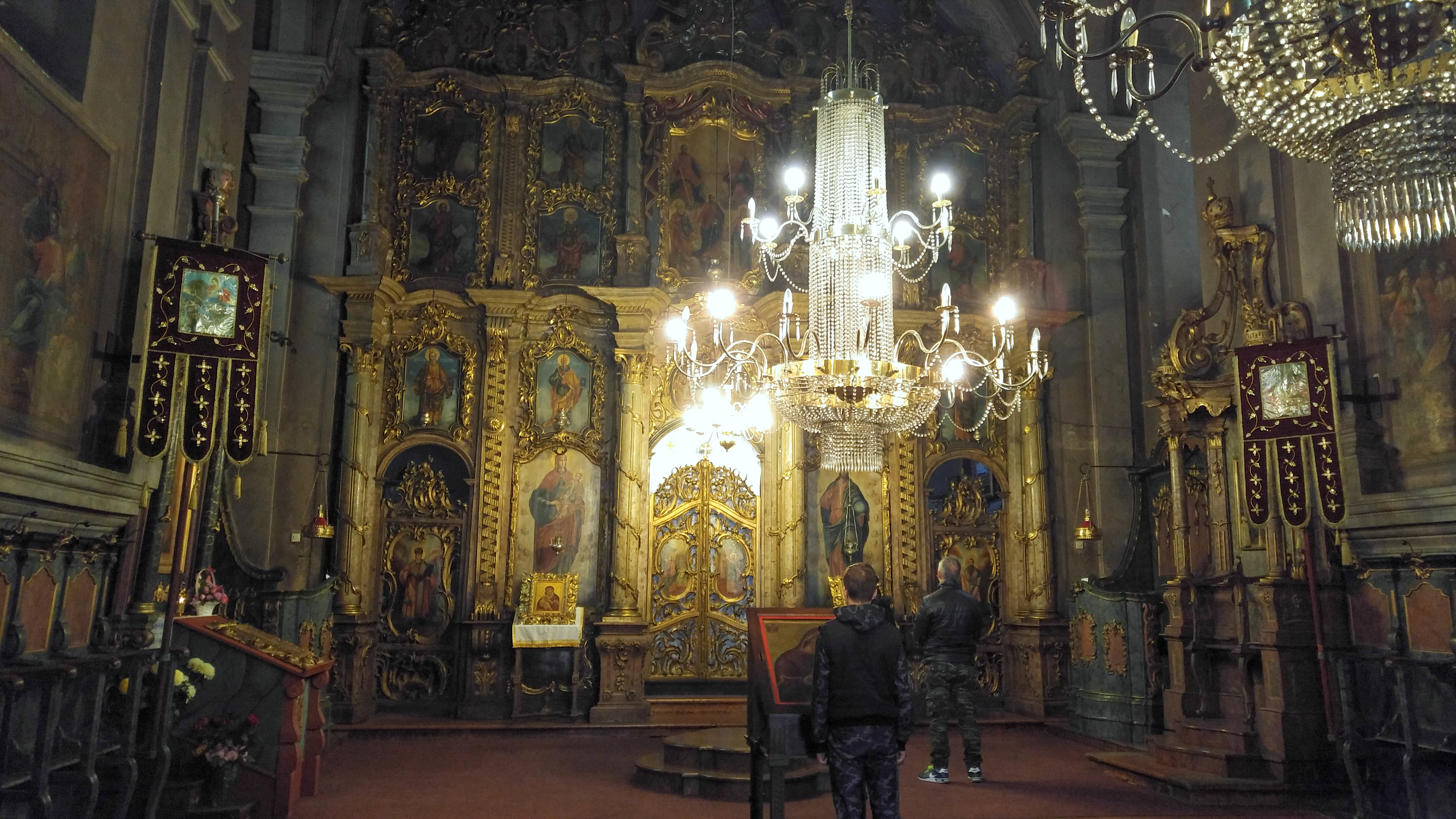
Die Ikonostase der Kirche

Aufgrund ihrer meisterhaften Ausarbeitung an künstlerischen Prozessen, Ausrüstungen, Inventar und Design im Innen- sowie Außenbereich gilt sie als ein kulturelles Meisterwerk im nördlichen Serbien und war lange Zeit die wichtigste Kirche der weiteren Umgebung. Es wurden Glocken in die Kirche eingebaut. Besonders die Schönheit der Schnitzereien an der Ikonostase, dem Gottesmutterthron, am Thron des Bischofs und an den Kirchenmöbeln wurden durch den lokalen Tischler und Schnitzereimeister Marko Gavrilović und seine Söhne erschaffen. Die Kirche wurde 1776 fertiggestellt.
Die Kirche galt und gilt als eine der schönsten Kirchen Novi Sads sowie der ganzen Vojvodina. Insbesondere ihr barocker Kirchturm zog die Aufmerksamkeit der Passanten auf sich. Der Innenraum der Kirche ist im Altarbereich mit rosa Marmor verkleidet. Am Tag der Kirchenweihe (Slava) 1774 feierte die ganze Pfarrei von Novi Sad im Kirchenhof, sogar Bauern aus der Umgebung kamen zur Kirchenweihe. Die Gottesdienste (Liturgien) werden im Kirchenslawischen und Serbischen gehalten.
Die Restaurierungsarbeiten wurden von 1990 bis 1993 durchgeführt. Die Restaurierung des Kreuzes auf dem Kirchhof wurde im Jahr 2005 vom Ministerium für Arbeit und Sozialpolitik durchgeführt. Restaurierungs- und Konservierungsarbeiten wurden von Experten des Instituts für den Schutz der Kulturdenkmäler von Novi Sad durchgeführt. Bis in die späten 1960er Jahre besaß die Kirche ein 1907 erbautes Pfarrhaus und einen Kirchhof. Im Hof der Kirche wurden in den Gräbern bedeutende Pfarrer begraben. Pfarrhaus und Kirchhof wurden abgerissen, als das Serbische Nationaltheater errichtet wurde.

## Architektur

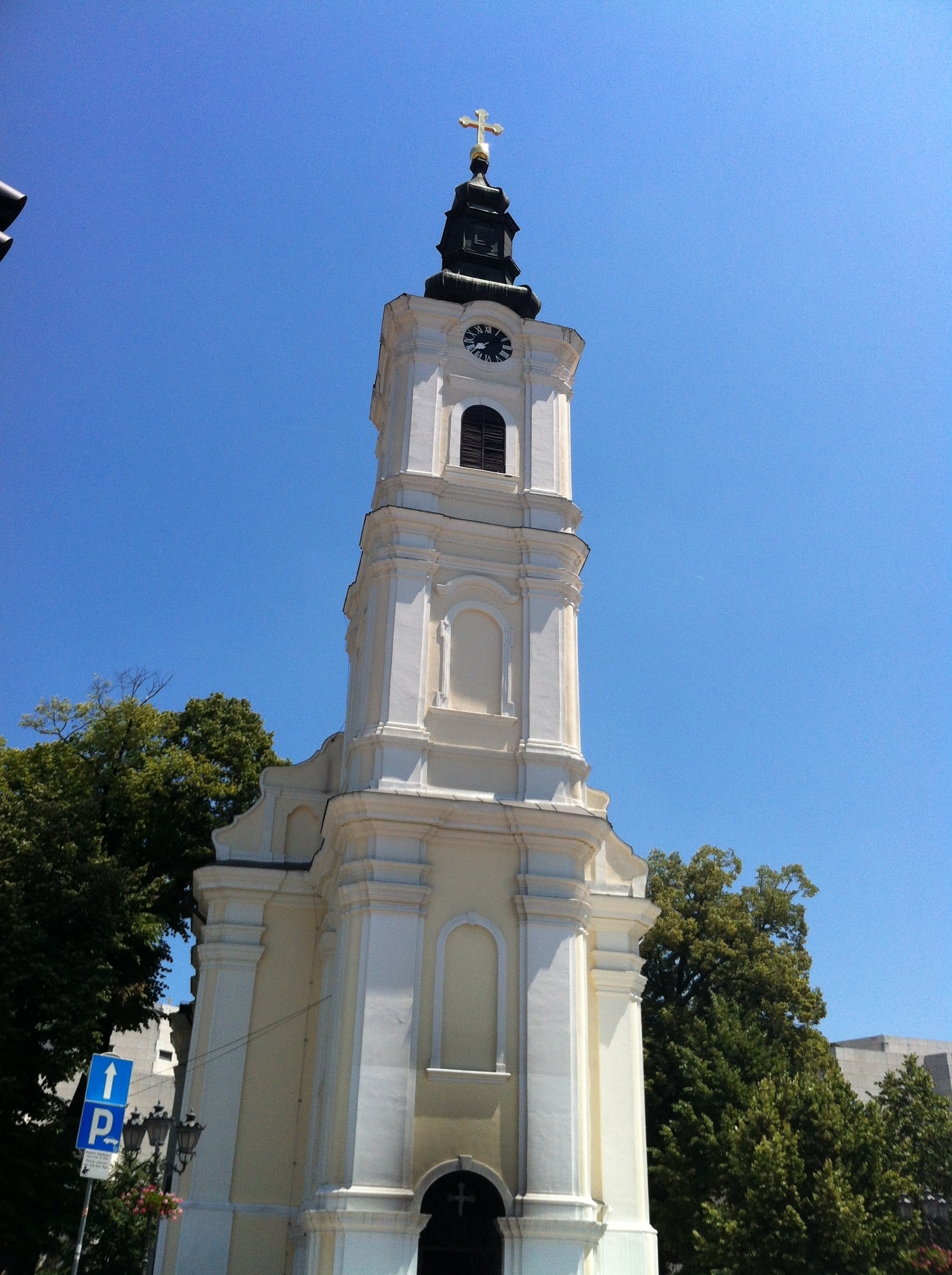
Frontalansicht des Kirchturmes der Mariä-Entschlafens-Kirche

### Hauptportal und Fassaden
Die Kirche ist ein barockes Gebäude mit einem langgezogenen Kirchenschiff, einer halbrunden Apsis sowie einem Altar mit rechteckigen Chören. Die Gewölbedecke ist zylinderartig errichtet. Die Westfassade, mit dem dominierenden hohen Kirchturm, verziert mit Pilastern und eckigen Kapitellen, gehört zu den bedeutendsten barocken Bauwerken Serbiens. Auch die Längsfassade der Kirche ist mit der gleichen Dekoration aus Pilastern dekoriert.
Die Harmonie in der Außenseite der Kirche wurde erreicht, indem man stufenartig horizontale Bereiche errichtet hat. Das Hauptportal ragt aus der Westfassade, da es mit Pilastern und Säulen an den Wänden des Kirchturms angebaut ist. Vor dem markanten Kirchturm mit dem imposanten Hauptportal sind die Längsfassaden mit ihren einfachen Linien als Ausgleich errichtet worden. Dies ergibt ein harmonisches Ganzbild.

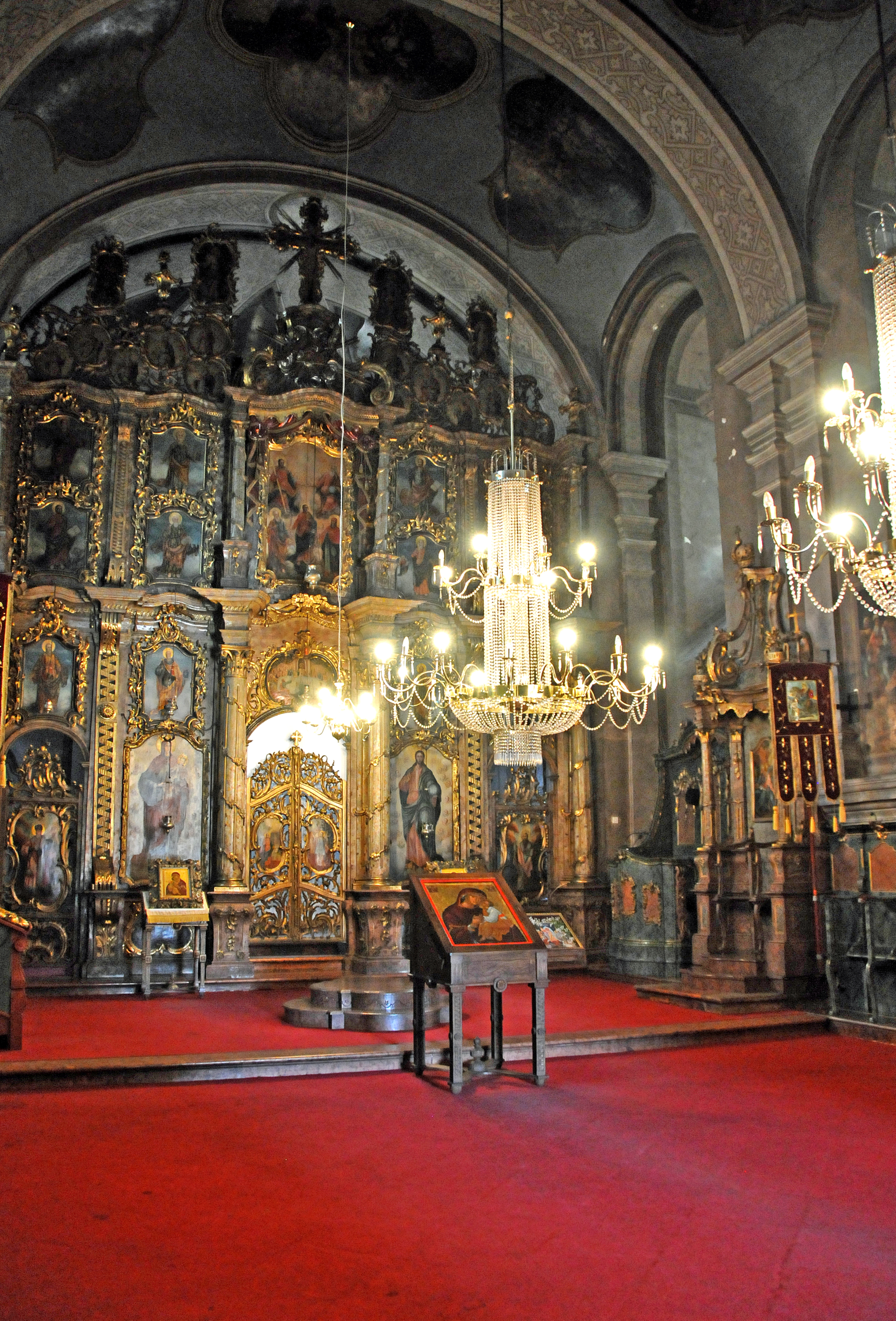
Der Innenraum der Kirche

Rund um die Kirche bestehen einige Gräber für adelige und prominente Förderer der Kirche. Auch gibt es eine Grabtafel des Kaiserlichen Militärkapitäns Jovan Janković von Brinja mit seinem Familienwappen. Die Tafel wurde 1843 auf Wunsch seiner Schwester der Baroness Eufemija Jović an der Kirchenwand angebracht.

### Ikonostase
Die hohe Ikonostase, geschmückt mit Wanddekorationen, ist ein Werk der Gebrüder Arsenije, Gavrilo und Aksentije Marković. In späterer Zeit übernahm der Priester der Kirche Jovan Joci Jovanović ebenfalls die Bemalung der Fresken. Die Malereien und Fresken wurden vom mazedonischen Maler Janko Halkozović und dessen Sohn Dimitrije Halkozović gemalt. Ihnen halfen die Maler Andrej Šaltist und Jovan Popović sowie der aus Novi Sad stammende Maler Vasilije Ostojić.
Diese Meister des Barock erschufen in der Entschlafenskirche zu Novi Sad eine der wohl schönsten Kunstwerke des 18. Jahrhunderts im Stile des Barock in ganz Serbien. Zudem gehört die Ikonostase zu den am weitesten entwickelten und reich geschnitzten Altartrennwänden der damaligen Zeit der Barockepoche in Serbien. Die vergoldeten Ornamente und Ikonen haben einen großen Wert an Kunstarbeit und Handwerksarbeit. Der Malstil der Ikonen auf den südlichen und nördlichen Türen der Ikonostase, sowie der Ikonen auf dem Erzpriesterthron lassen vermuten, dass entweder Dimitrije Bratoglić aus Zemun oder Mihajlo Jeftić aus Sremski Karlovci die Ikonen gemalt hat.